# Franz Barten
Franz Barten (Saarbrücken, 26 de Janeiro de 1912 - próximo a Reinsehlen, 4 de Agosto de 1944) foi um piloto da Alemanha durante a Segunda Guerra Mundial, tendo atingido um total de 55 vitórias.

## Segunda Guerra Mundial
Barten ingressou na Jagdgeschwader 77 em 1 de Julho de 1939. Feldwebel Barten foi designado para a 2./JG 77, onde participou da Invasão da Polônia e França como também da Batalha da Inglaterra.
Ele conseguiu a sua primeira vitória em 14 de Setembro de 1940, quando abateu um caça Hurricane da RAF. Em 21 de Novembro, o 2./JG 77 foi redesignado 11./JG 51. No final de 1940, ele já tinha três vitórias.

## Operação Barbarossa
Barten acompanhou a 11./JG 51 na Frente Oriental, onde atingiu a sua 10ª vitória em 12 de Julho de 1941 e a 20ª em 10 de Setembro. No final de 1941, o seu saldo chegou a 25 e atingiu a sua 30ª vitória em 18 de Março de 1942.
Em 10 de Novembro, Barten foi ferido, precisando permanecer um bom tempo longe das batalhas. Após a sua recuperação, ingressou na IV./JG 51. Ele registrou a sua 44ª vitória e última na Frente Oriental em 4 de Agosto.

## Mediterrâneo
No dia 1 de Junho de 1943, Barten foi transferido como Staffelkapitän, para a 7./JG 53 com base no Teatro do Mediterrâneo, subdtituindo o Hauptmann Jürgen Harder (64 vitórias, RK-EL, morto em acidente aereo 17 de Fevereiro de 1945) que foi retirado da frente de combate pelo fato deste ser o único filho vivo de sua família, já que este havia perdido os seus dois irmãos em combate.
Leutnant Barten foi designado Staffelkapitän do 9./JG 53 em 15 de Julho de 1943, após a morte do Oberleutnant Hans Roehrig (75 vitórias, RK) em 13 de Julho. Barten atingiu a sua 50ª vitória em 3 de Setembro, quando abateu um bombardeiro quadrimotor B-24 da USAAF perto de Della Pecara. Barten liderou a 9./JG 53 nas batalhas de Defesa do Reich (em alemão: Reichsverteidigung) baseado em Bad Lippspringe na Alemanha.

## Morte
Em 4 de Agosto de 1944, Oberleutnant Barten foi abatido em seu Bf 109 G-6 (W.Nr. 441 575) “Amarelo 15” num combate aéreo com um caça P-47 próximo de Rheinsehlen. Ele saltou de seu avião danificado sendo morto enquanto estava pendurado em seu paraquedas. Barten foi postumamente condecorado com a Cruz de Cavaleiro da Cruz de Ferro e promovido para a patente de Hauptmann.
Franz Barten teve creditadas 55 vitórias em 895 missões, sendo destas, 40 na Frente Oriental, incluindo pelo menos 5 Il-2 Sturmoviks. Das sua 15 vitórias na Frente Ocidental, duas foram de Bombardeiros quadrimotores.

## Condecorações
- Trofeu de Honra Ehrenpokal (20 de Outubro de 1941)[1]
- Cruz Germânica em Ouro (22 de Maio de 1942)[1]
- Cruz de Cavaleiro da Cruz de Ferro (24 de Outubro de 1944)[1]